# البخراء
مركز البخراء هو مركزٌ إداري تابعٌ لمحافظة المزاحمية في منطقة الرياض ، ويصنف من فئة (ب) ورمزها 1384.